# 烏克蘭第4快速反應旅
第4「謝爾蓋·米哈爾丘克」快速反應旅（羅馬化：4-ta bryhada operatyvnoho pryznachennia NH），簡稱第4快速反應旅（4 БрОП），是烏克蘭國民衛隊轄下的一個旅，成立於2015年6月2日，名稱紀念2019年12月14日在烏東武裝衝突殉職的謝爾蓋·米哈爾丘克中士  。它的訓練是按照北約標準進行的。烏克蘭前內政部長阿爾森·阿瓦科夫稱，建立第4快速反應旅是將國民警衛隊轉變為專業軍隊的第一步。

## 歷史
雖然該旅於2016年6月2日成立，但實際上該旅的招募工作早在2015年10月就已經開始。該部隊由外國軍事顧問和退伍軍人按照北約標準進行訓練。
2016年6月19日，烏克蘭總統彼得·波羅申科決定將該旅派往頓巴斯地區。
2020年8月21日，根據烏克蘭第336/2020號總統令，該旅名稱以2019年陣亡的謝爾蓋·米哈爾丘克中士重新命名。

## 結構
該旅接納具有戰鬥經驗的士兵和新兵。 內部包括突擊營、一個坦克營和一個炮兵連。該旅還包括了無人機、情報、通信和後勤部隊。

## 戰爭
在2022年俄羅斯入侵烏克蘭期間，該旅於2月24日在安托諾夫機場爭奪戰參與了與俄羅斯空降軍的戰鬥。經過一天的戰鬥，該旅進入了被俄羅斯空降軍放棄的機場，次日2月25日俄軍再次奪取了機場，但此时安东诺夫机场的跑道已被乌军破坏，俄军利用空降部队突袭夺取机场使后续空输部队能迅速对基辅发动突袭的战略目标未能达成。四月，俄军在基辅州北部发起攻势的部队由于后勤补给线持续遭乌军袭击而崩溃，随后撤回白俄罗斯方向。